# Play This Game With Me
Play This Game With Me is een nummer van de Nederlandse popgroep Krezip uit 2007. Het nummer werd uitgebracht als tweede single van hun vierde studioalbum Plug It In.
Play This Game With Me is een nummer wat gaat over de vooralsnog onbeantwoorde liefde van een vrouw (zangeres Jacqueline Govaert) voor een man. De vrouw kan eigenlijk niet meer wachten, maar kan niet genoeg krijgen van de man. Ze wil dat hij het spel van de liefde met haar meespeelt ("Play this game with me") oftewel dat ze samen een koppel moeten vormen.
De videoclip van het nummer werd geschoten tijdens een live-optreden op Pinkpop 2007. Tijdens dit festival viel Krezip op pinksterzondag in voor de afgehaakte Amy Winehouse.

## Hitnotering
Nadat Plug It In & Turn Me On geen grote hit was geworden bleef Play This Game With Me steken in de tipparade. Het leek erop dat het nieuwe geluid van Krezip niet aan zou slaan bij het grote publiek. Opvolger All My Life werd echter een van de grootste hits van de groep, waardoor deze vrees ongegrond bleek.
| All My Life in de Tipparade - binnen 30 juni 2007 | All My Life in de Tipparade - binnen 30 juni 2007 | All My Life in de Tipparade - binnen 30 juni 2007 | All My Life in de Tipparade - binnen 30 juni 2007 | All My Life in de Tipparade - binnen 30 juni 2007 | All My Life in de Tipparade - binnen 30 juni 2007 | All My Life in de Tipparade - binnen 30 juni 2007 | All My Life in de Tipparade - binnen 30 juni 2007 | All My Life in de Tipparade - binnen 30 juni 2007 | All My Life in de Tipparade - binnen 30 juni 2007 | All My Life in de Tipparade - binnen 30 juni 2007 |
| Week                                              | 1                                                 | 2                                                 | 3                                                 | 4                                                 | 5                                                 | 6                                                 | 7                                                 | 8                                                 | 9                                                 |                                                   |
| ------------------------------------------------- | ------------------------------------------------- | ------------------------------------------------- | ------------------------------------------------- | ------------------------------------------------- | ------------------------------------------------- | ------------------------------------------------- | ------------------------------------------------- | ------------------------------------------------- | ------------------------------------------------- | ------------------------------------------------- |
| Nummer                                            | 29                                                | 23                                                | 15                                                | 11                                                | 10                                                | 9                                                 | 7                                                 | 3                                                 | 2                                                 | uit                                               |

## Tracklist
1. "Play This Game With Me" (Album version) - 06:40
2. "Play This Game With Me" (Live at Pinkpop 27May07) - 04:48